# Richard Finch (musicus)
Richard Finch (Indianapolis, 23 januari 1954) is een Amerikaanse componist en producent, en hij is een van de oprichters van de Amerikaanse KC and the Sunshine Band. Hij was in/voor deze band ook producent en bassist.

## Biografie
Finch groeide op in Hialleah (Florida). Zijn favoriete groep - als kind - was de Beatles. Als tiener kreeg hij zijn eerste basgitaar en speelde hij in diverse Country-bandjes, voordat hij tot de band Ball & Chain toetrad.
Finch spijbelde van middelbare school om tijd door te brengen bij de studio TK Records en vond daar uiteindelijk ook een baan als technicus.
Finch heeft verschillende Grammy's en een Amerikaanse Music Award gewonnen en heeft ook een ster in de "Walk of Fame" in Hollywood (Californië).

### Seks met minderjarigen
Op 24 maart 2010 zou Finch tegenover de politie van Licking County hebben bekend met jongens van 13 tot 17 jaar seksuele omgang te hebben gehad. Hij was een dag eerder gearresteerd, nadat een jongen een aanklacht tegen hem had ingediend.
- Bibsys: 43724
- Biblioteca Nacional de España: XX928201
- Bibliothèque nationale de France: cb147598339 (data)
- Gemeinsame Normdatei: 134372999
- International Standard Name Identifier: 0000 0001 1872 2659
- Library of Congress Control Number: n95096150
- MusicBrainz: 6754c93a-3ed2-415f-b75e-2fd743f11391
- Nationale Bibliotheek van Tsjechië: xx0129002
- SNAC: w6m7277m
- Système universitaire de documentation: 157158055
- Virtual International Authority File: 1722953
- WorldCat: E39PBJhCJgDQtmRKKxJfGT89jC